# Pioneer (Kalifornia)
Pioneer – jednostka osadnicza w Stanach Zjednoczonych, w stanie Kalifornia, w hrabstwie Amador.